# 聯合終端攻擊管制員

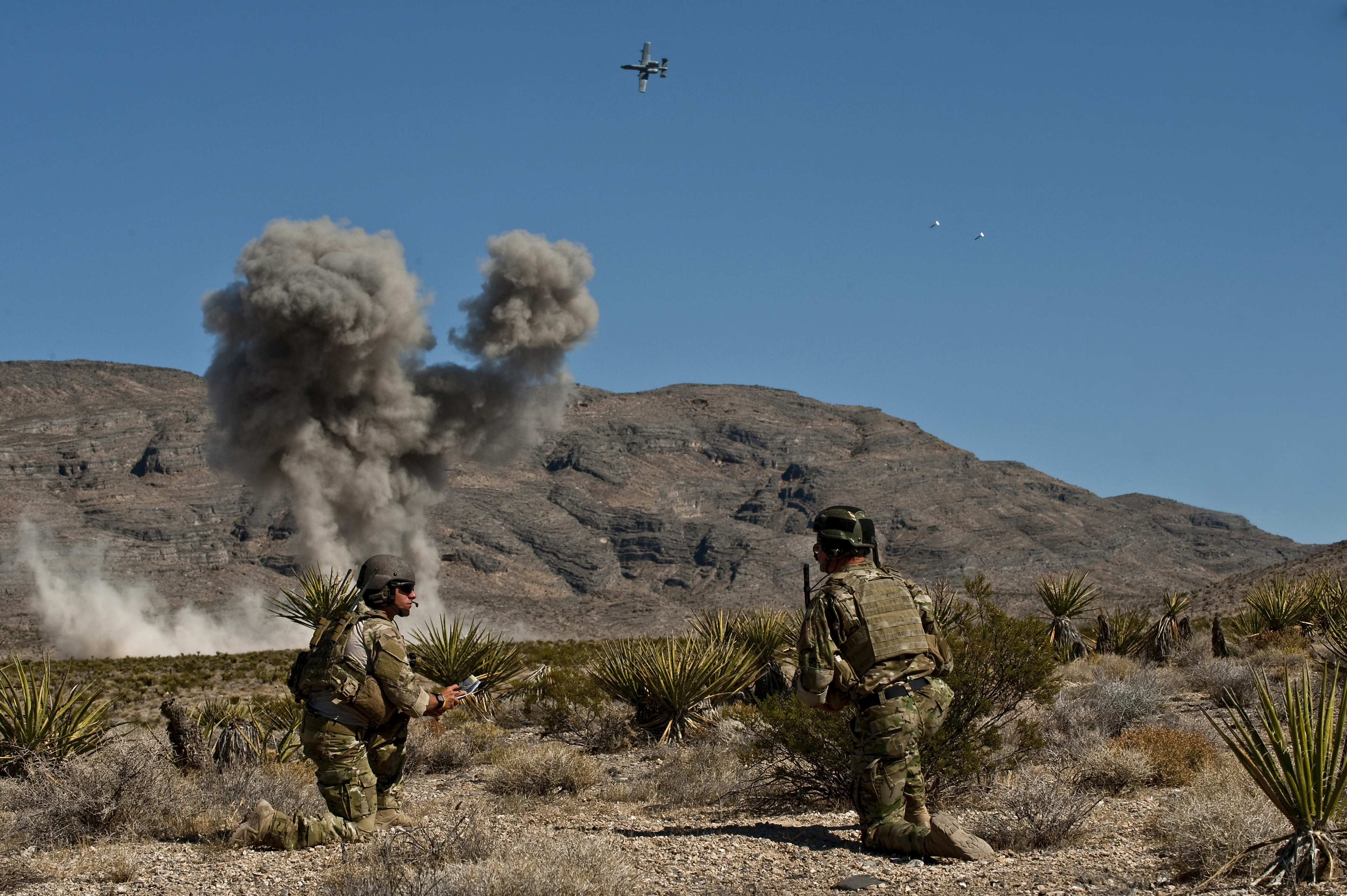
美國第21特種戰術中隊的參加空軍的JTAC高級教練員課程時，要求A-10雷電II進行近距離空中支援。

聯合終端攻擊管制員(JTAC) 是美國武裝部隊和某些其他軍事力量中服役人員所使用之規範，該人員從事前線指揮友軍對地攻擊機以及其他對地攻擊的飛行器進行「近距離空中支援(CAS)」以及其他任務，在美國以及大多數國家/地區以及北約在先前使用的規範是 前進空中管制員(FAC) ，該規範於2003年9月3日隨著聯合出版物(JP)3-09.3近距離空中支援在美國的發布而失效。

## 澳大利亞

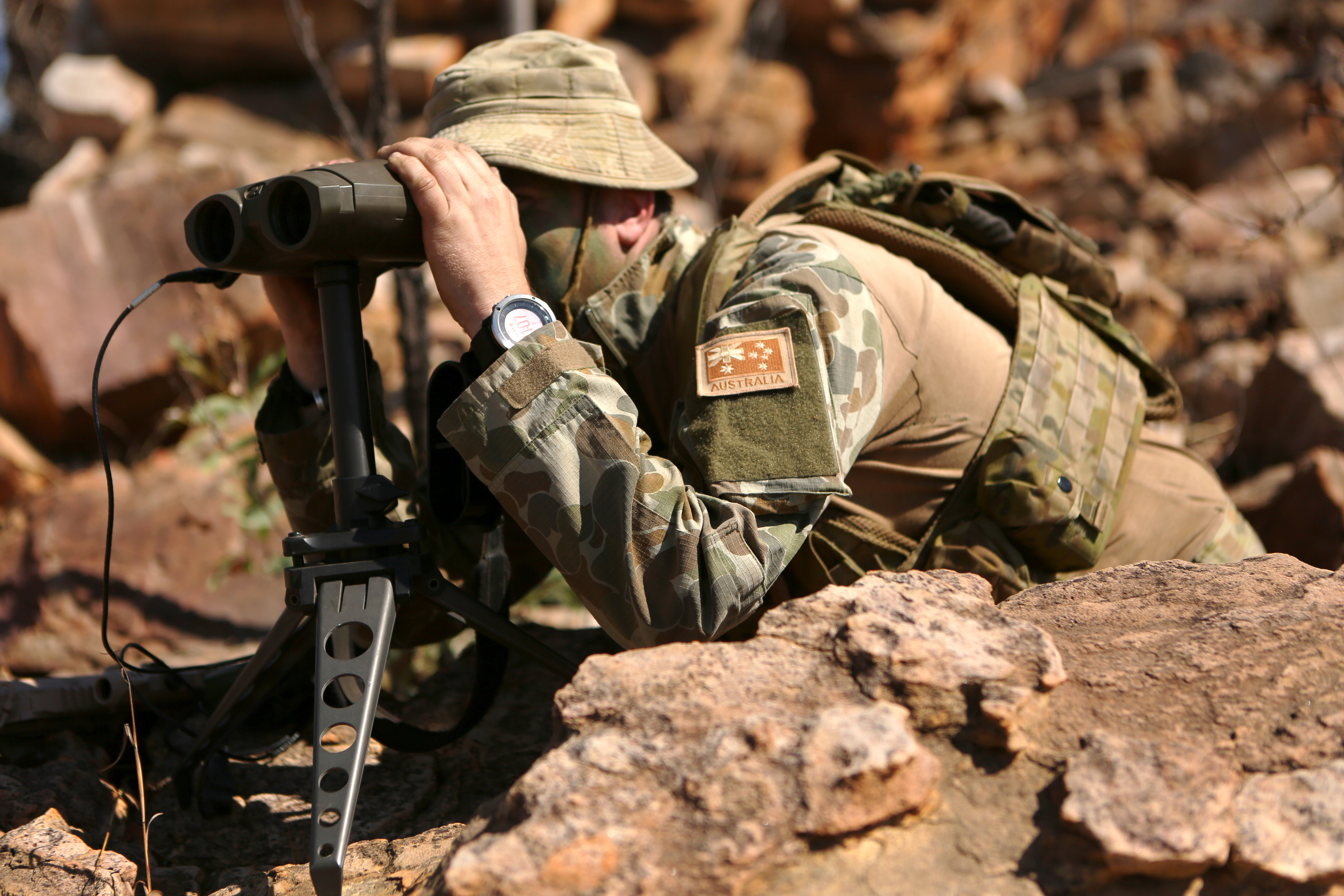
2016年澳大利亞陸軍JTAC

2006年，澳大利亞皇家空軍成為第一支獲得美國聯合部隊司令部(USJFCOM)聯合終端攻擊管制員(JTAC)認證的外國空軍。由澳大利亞空軍第四中隊進行JTAC訓練，並向其他單位提供訓練有素的管制員，其主要是支持澳大利亞特種作戰司令部(SOCOMD) 的單位。符合JTAC資格的人員有在阿富汗服役紀錄。澳大利亞陸軍第16軍團亦有包括一隻JTAC部隊。

## 加拿大
加拿大的JTAC編制目前為砲兵觀察組的一部份。他們服役於加拿大正規軍和加拿大特種作戰部隊司令部(CANSOFCOM)。在加拿大皇家空軍 戰術空中管制組的人員只要完成JTAC的受訓，也可以執行JTAC的任務。目前正在討論將JTAC創建為加拿大武裝部隊(CAF)的獨立部隊。但目前仍然主要由砲兵NCMS為副任務執行。

## 意大利
義大利在其第 一、二、三級部隊設有合格的JTAC部隊。其中一些部隊作為TF45前往阿富汗服役。在阿富汗戰爭期間。義大利空軍使用AMX地面攻擊機與由交由義大利陸軍的，海軍、空軍JTAC人員進行近距離空中支援。儘管已經有很多關於 第185目標搜尋團(185 RAO) 所使用的裝備，但義大利的JTAC所使用的裝備並未受到確認，義大利的JTAC訓練基地也被保密。據報導，義大利的JTAC將可能會使用最新的武裝直升機。

## 美國

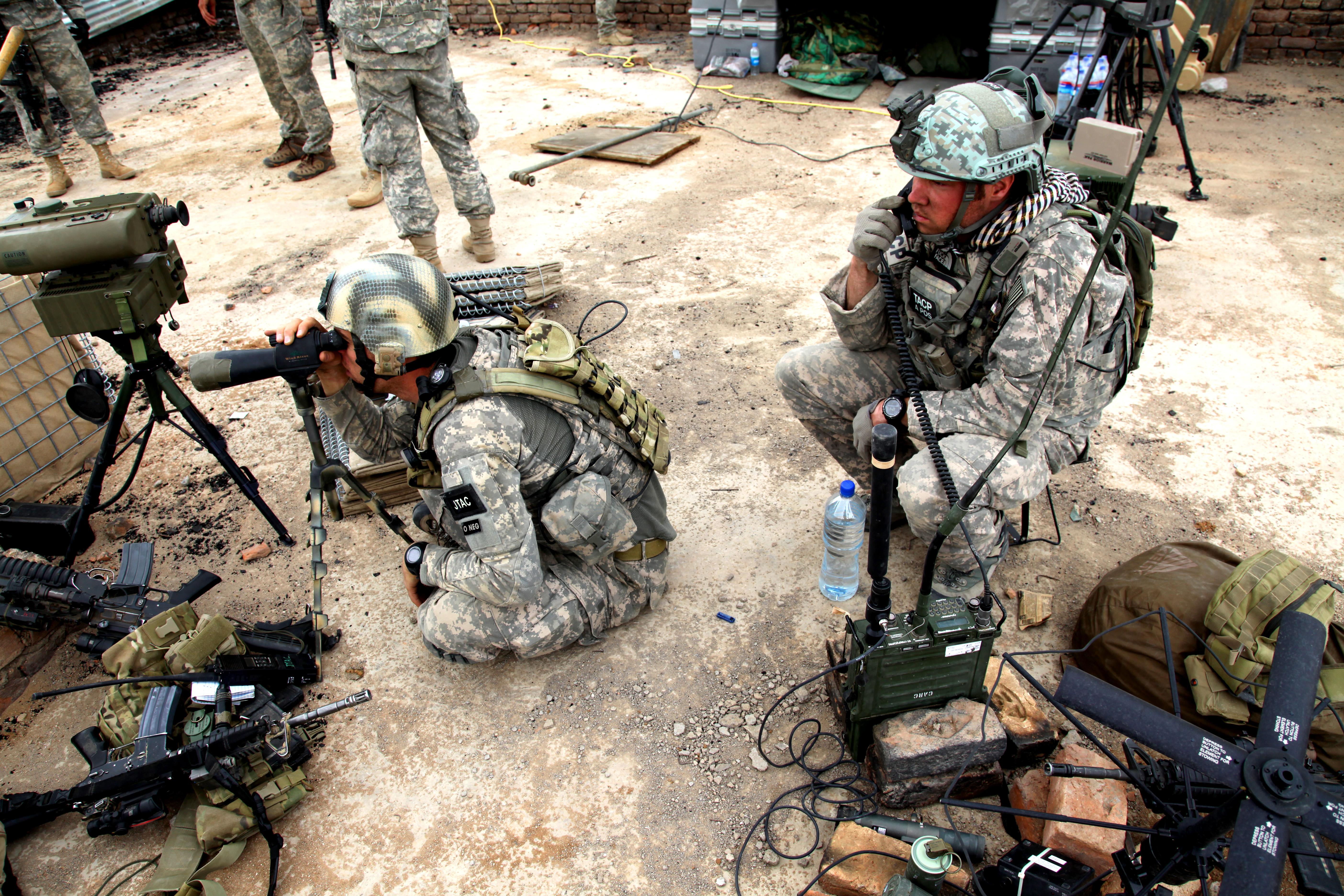
美國空軍戰術空軍管制組 JTAC在2010年5月1日在阿富汗賈加託的行動中提供監視和空中援助。

最新且合格的JTAC需要在美國國防部得到認可，才可授權投入執行任務的能力。
美國海軍陸戰隊的學生在太平洋(EWTGPAC)和大西洋(EWTGLANT)的遠征戰爭訓練小組中接受培訓。 美國空軍的學生在內華達州的內利斯空軍基地接受訓練，而美國海軍的學生則指派由NSAWC的海豹突擊隊在內華達州 法倫海軍航空打擊與空戰中心（NSAWC）接受培訓。
USMC要求FAC：
- 必須是美國海軍飛行員（英语：United States Naval Aviator）或是海軍飛行官（英语：Naval flight officer）(NFO)，並需要具有兩年以上的飛行經驗
- 必須參加並從美國遠征戰爭訓練小組（EWTG）戰術空中管制組（TACP）課程中畢業

在完成TACP課程後，將會授予7502 FAC MOS，並被認為是經過認證的合格JTAC。
美國海軍陸戰隊的非飛行員FAC必須滿足以下要求：
- 他們必須是士官或是更高級別的軍官，且必須擁有具有一年作戰經驗的作戰武器軍事職業專業（英语：United States military occupation code）。
- 必須通過MarineNet（遠程在線培訓）完成JTAC入門課程。
- 必須參加EWTGPAC或EWTGLANT 戰術空軍管制組學校並從中畢業。

在部署到部隊參與行動後，每個美國海軍陸戰隊步兵聯隊都被分配了一個FAC或JTAC。並且主要將聯合火警觀察員作為小隊班長使用。
美國空軍在兩個地點（內華達州內利斯空軍基地和德國施龐達萊姆空軍基地）訓練JTACS 。在內利斯空軍基地，第6戰鬥訓練中隊有兩個JTAC課程。聯合終端攻擊控制員資格課程，聯合終端攻擊控制員教練課程。 但在施龐達萊姆空軍基地的JTAC課程則是通過聯合火力卓越中心（JFCOE）進行的。
內利斯空軍基地（Nellis）同時還是美國具有研究所等級的空軍武器學校（US Air Force Weapons School） JTAC高級教練課程的所在地，該課程向 戰術空軍管制組 和 美國空軍特種戰術官 開放。該課程要求申請人具有三年的合格JTAC資格和一年的JTAC講師資格。這個為期5.5個月的課程將在每年舉行兩次，包括在教室內外的752學習時數。一等班於2012年12月畢業。他們與參加武器學校的飛行員一起訓練。截至2015年6月24日，已有29名飛行員從JTAC高級教練課程中畢業。
特種作戰部隊的成員可以參加位於亞利桑那州尤馬試驗場的特種作戰終端攻擊控制課程（SOTACC）。SOTACC成立於2003年，隸屬於陸軍甘迺迪特種作戰訓練中心，其後於2008年移交給美國空軍特種作戰司令部。
聯合部署分析團隊JDAT（即為以前的JFIIT）為中小型作戰單位提供了北約標準化協議（STANAG）3733，包含《 聯合多兵種戰術，技術和程序(JFIRE)》以及《國防部和合作夥伴國家聯合終端攻擊控制器（JTAC）協議備忘錄》。

## 查閱更多
- 美國空軍作戰管制組（英语：United States Air Force Combat Control Team）
- 前進空中管制員
- 前線觀察員（英语：Forward observers in the U.S. military）
- 戰術空軍管制組

## 其他連結
- Well in control, Australian Army News, September 21, 2006.
- （页面存档备份，存于） – Joint Publication 3-09.3 Close Air Support